# Josiah Willard Gibbs
Josiah Willard Gibbs (New Haven, Connecticut, Estados Unidos, 11 de febrero de 1839-íd., 28 de abril de 1903) fue un físico estadounidense que contribuyó de forma destacada a la fundación teórica de la termodinámica.

## Datos biográficos
Gibbs es el cuarto de cinco hijos y el único hijo de Josiah Willard Gibbs, lingüista y teólogo, profesor de literatura sagrada en el seminario de Yale en New Haven, y su esposa Mary Anna, nacida Van Cleve. Se sabe que el padre de Gibbs encontró un intérprete para los esclavos africanos que se apoderaron del barco La Amistad.
Gibbs era descendiente de Samuel Willard, presidente de la Universidad de Harvard de 1701 a 1707. Uno de sus antepasados fue el reverendo Jonathan Dickinson, primer presidente del Colegio de Nueva Jersey (que se convirtió en la Universidad de Princeton en 1896). Su primer nombre Josiah deriva de su antepasado Josiah Willard, secretario de la provincia de la Bahía de Massachusetts en el siglo XVIII.
Permanece soltero toda su vida, alojado en la casa de su infancia con su hermana Julia y su cuñado Addison Van Name, bibliotecario de la Universidad de Yale. Murió en New Haven a la edad de 64 años de una obstrucción intestinal aguda.
Estudió en la Universidad de Yale, donde recibió el primer doctorado en ingeniería otorgado en los Estados Unidos por su tesis titulada "Sobre la forma de los dientes de las ruedas en los engranajes (On the Form of the Teeth of Wheels in Spur Gearing)" en la cual utilizaba métodos geométricos para investigar la optimización del diseño de los engranajes.
En 1866 fue a vivir a Europa, donde permaneció tres años: París, Berlín y Heidelberg. En 1871 fue nombrado profesor de física matemática en la Universidad de Yale. Enfocó su trabajo al estudio de la Termodinámica; y profundizó asimismo la teoría del cálculo vectorial, donde paralelamente a Heaviside opera separando la parte real y la parte vectorial del producto de dos cuaternios puros, con la idea de su empleo en física; en la actualidad es en ambos campos considerado un pionero.

## Principales contribuciones científicas

### Termodinámica

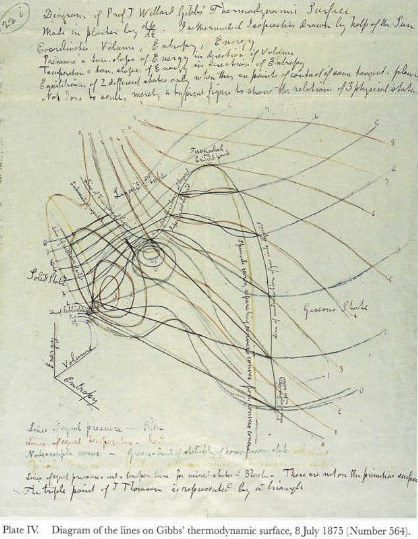
Boceto de Maxwell de las líneas de temperatura y presión constantes, realizado en preparación para su construcción de un modelo sólido basado en la definición de Gibbs de una superficie termodinámica para el agua

Gibbs publicó su primer artículo científico en 1873 sobre la representación geométrica de las funciones del estado termodinámico. El artículo apareció en Transactions of the Connecticut Academy, una revista poco conocida, pero también envió reimpresiones a sus corresponsales científicos en Europa. Recibió una respuesta muy favorable del físico británico James Clerk Maxwell, quien hizo tres copias de un molde de yeso de una superficie que es la representación visual del formalismo matemático de Gibbs. Envía una copia como regalo a Gibbs; Esta copia todavía está en exhibición en el departamento de física de Yale.
Entre 1875 y 1878, Gibbs escribió una serie de artículos que aplicaron sus métodos gráficos de análisis termodinámico a sistemas químicos de etapas múltiples. Estos artículos se publican luego como una monografía bajo el título "Balance de sustancias heterogéneas" y forman la base de la termodinámica química. Define para las reacciones químicas dos funciones muy útiles, a saber, la entalpía que representa el calor de una reacción a presión constante, y la entalpía libre que determina si una reacción puede proceder espontáneamente a temperatura y presión constante. La última cantidad ahora se llama energía de Gibbs en su honor (o como anglicismo de energía libre de Gibbs).
En sus artículos sobre equilibrios heterogéneos, introduce las nociones de potencial químico (al mismo tiempo que Pierre Duhem) así como la regla de las fases. En resumen, aplica los conceptos de termodinámica a la interpretación de fenómenos fisicoquímicos, y logra explicar e interpretar un conjunto de hechos previamente aislados entre sí.
Gibbs creó el término mecánica estadística, así como muchos conceptos esenciales para la descripción estadística de los sistemas físicos, como los conjuntos estadísticos conocidos como el conjunto canónico, el conjunto microcanónico y el conjunto grancanónico. Su marco teórico está tan bien construido que sobrevive casi intacto tras el descubrimiento (después de su muerte) de que las partículas microscópicas obedecen las leyes de la mecánica cuántica, en lugar de la mecánica newtoniana que seguían Gibbs y sus contemporáneos. Propone y resuelve la paradoja de Gibbs sobre la entropía asociada con el proceso de mezcla de gases, una paradoja que a menudo se considera que anticipa la indiscernibilidad de partículas idénticas requeridas por la mecánica cuántica. En su libro de texto Principios básicos en mecánica estadística (1902), está interesado en los aspectos microscópicos de la termodinámica.

### Física matemática
De 1880 a 1884 y en paralelo con Oliver Heaviside, desarrolló el análisis vectorial a partir de la teoría de los cuaterniones de Hamilton. Para facilitar el uso de esta herramienta en física, separa la parte real y la parte vectorial del producto de dos cuaterniones puros. Esto lo lleva a introducir la noción de tensor diádico, así como las anotaciones del producto escalar y el producto vectorial de dos vectores que todavía se usan, al menos en inglés (producto interno / externo). Así es como descubre la similitud de su investigación con la del alemán Herman Grassmann y su "álgebra multilineal": Gibbs se compromete a dar a conocer mejor el trabajo de Grassmann, que considera anterior y más general que los cuaterniones de Hamilton, familiares para los científicos británicos de la época. Trató de convencer a los herederos de Grassmann para que publicaran la tesis inédita sobre las mareas (Theorie der Ebbe und Flut) que Grassmann había defendido en 1840 en la Universidad Humboldt de Berlín, y que había presentado por primera vez. la noción de lo que Giusseppe Peano llamará "espacio vectorial" .
Gibbs tenía sus notas de curso impresas sobre análisis de vectores en 1881 y 1884; Estas notas son luego publicadas por un estudiante, Edwin Bidwell Wilson, en forma de un libro de texto: "Vector Analysis", publicado en 1901. Este libro ayuda a adoptar la notación basada en el operador "del" o "nabla", de utilizado general hoy día: ejercerá una profunda influencia en el austríaco Gustav Jaumann. Como Gibbs había propuesto, los cuaterniones de Hamilton serán abandonados por la mayoría de los físicos, pero muy gradualmente.
Gibbs también aplica sus métodos vectoriales para determinar las órbitas de los planetas y cometas: 160 . Introdujo la noción de "tríada", la magnitud dual de los vectores, una noción de gran importancia para la cristalografía. En otro dominio matemático redescubre el fenómeno de Gibbs en la teoría de la serie de Fourier (que sin él conocerlo, fue descubierto treinta años antes por el matemático inglés Henry Wilbraham (en)).

### Óptica física
Gibbs hizo una importante contribución a la teoría clásica del electromagnetismo. Aplica las ecuaciones de Maxwell a la teoría de procesos ópticos como la birrefringencia, la dispersión y la actividad óptica. Demuestra que estos procesos pueden explicarse usando ecuaciones sin hacer suposiciones sobre la naturaleza microscópica de la materia. Además, no requiere ninguna hipótesis sobre el supuesto medio de propagación de las ondas electromagnéticas (denominado éter luminífero en el siglo XIX, antes de que Albert Einstein demostrara su inexistencia). Gibbs señala que la ausencia de una onda longitudinal en electromagnetismo, una condición necesaria para explicar las propiedades observadas de la luz, está garantizada por las ecuaciones de Maxwell, dada su invariancia de gauge (en el lenguaje de la física actual).

## Reconocimiento
En química física, es conocido principalmente por su trabajo en termodinámica, trabajo que le valió el Premio Rumford en 1880, y en física estadística donde su contribución fue decisiva y le valió la medalla Copley en 1901. Fue elegido miembro de la Academia Nacional de Ciencias de los Estados Unidos en 1879, miembro honorario de la London Mathematical Society en 1892 y «Companion» de la Royal Society en 1897.
Es uno de los primeros científicos estadounidenses en disfrutar de reconocimiento internacional, y Albert Einstein habla de él como «el mayor espíritu en la historia de América».

### Eponimia
- El cráter lunar Gibbs lleva este nombre en su memoria.

## Influencia
La influencia más inmediata y obvia de Gibbs fue en la química física y la mecánica estadística, dos disciplinas que ayudó en gran medida a fundar. Durante la vida de Gibbs, su regla de fase fue validada experimentalmente por el químico holandés H. W. Bakhuis Roozeboom, que demostró cómo aplicarla en diversas situaciones, asegurando así su uso generalizado. En la química industrial, la termodinámica de Gibbs encontró muchas aplicaciones a principios del siglo XX, desde la electroquímica hasta el desarrollo del proceso Haber para la síntesis de amoníaco.
Cuando el físico holandés Johannes Diderik van der Waals recibió el Premio Nobel en 1910 "por su trabajo sobre la ecuación de estado de gases y líquidos", reconoció la gran influencia del trabajo de Gibbs en esa materia. Max Planck recibió el Premio Nobel en 1918 por su trabajo sobre mecánica cuántica, en particular por su artículo de 1900 sobre la ley de Planck para la radiación cuantificada del cuerpo negro. Ese trabajo se basaba en gran medida en la termodinámica de Kirchhoff, Boltzmann y Gibbs. Planck declaró que el nombre de Gibbs "no sólo en América, sino en todo el mundo, figurará siempre entre los físicos teóricos más renombrados de todos los tiempos"

## Vida personal y carácter

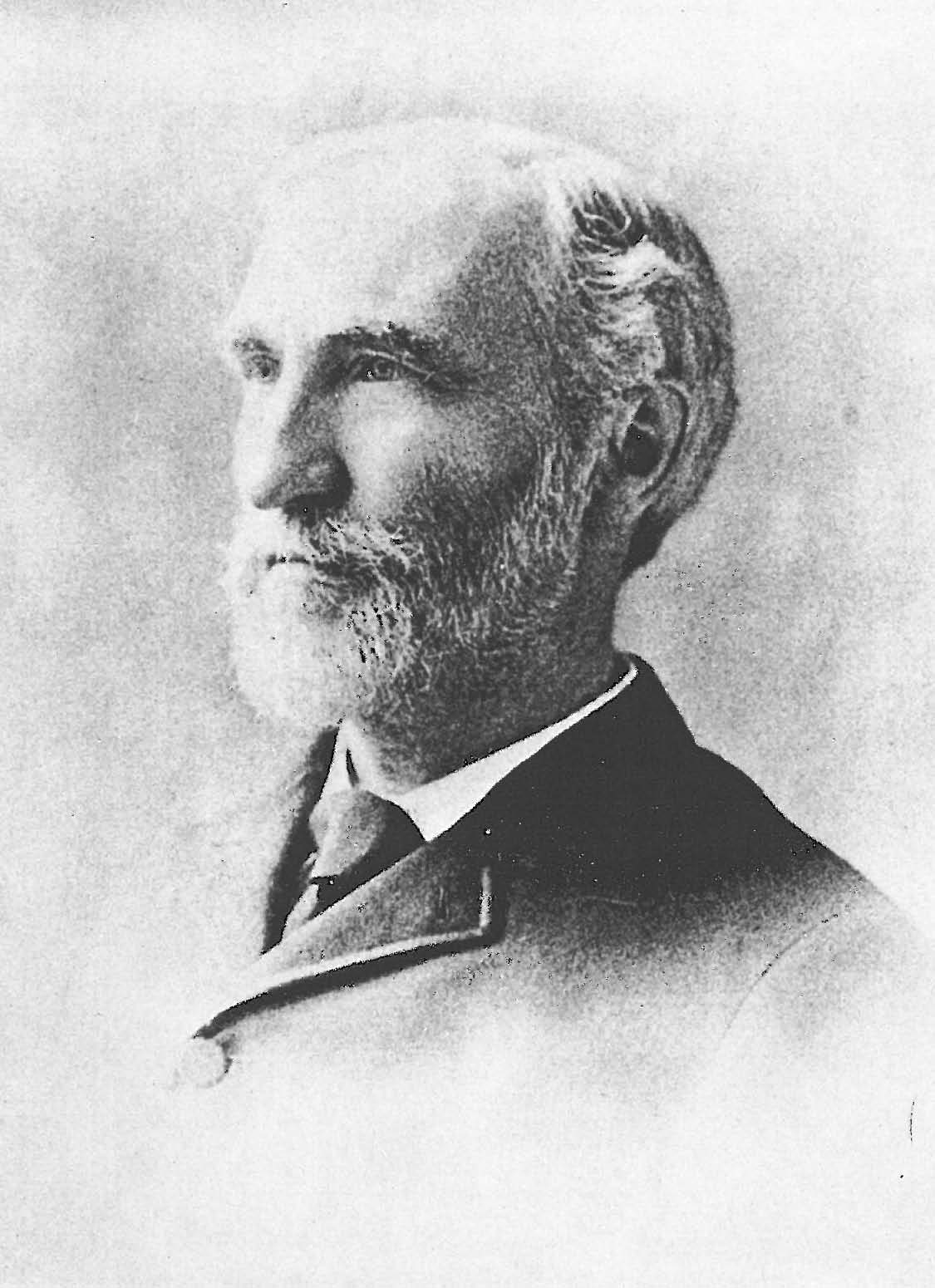
Fotografía tomada hacia 1895. Según su alumno Lynde Wheeler, de los retratos existentes, éste es el más fiel a la expresión amable habitual de Gibbs.

Gibbs nunca se casó, viviendo toda su vida en la casa de su infancia con su hermana Julia y su marido Addison Van Name, que era el bibliotecario de Yale. A excepción de sus habituales vacaciones de verano en los Adirondacks (en Keene Valley, Nueva York) y más tarde en las Montañas Blancas (en Intervale, Nuevo Hampshire), su estancia en Europa en 1866-69 fue casi el único tiempo que Gibbs pasó fuera de New Haven. Se unió a la Iglesia Universitaria de Yale (una iglesia congregacional) al final de su primer año y siguió siendo un asistente regular durante el resto de su vida. Generalmente, Gibbs votaba al candidato republicano en las elecciones presidenciales, pero, al igual que otros "Mugwumps", su preocupación por la creciente corrupción asociada a la política maquinista le llevó a apoyar a Grover Cleveland, un demócrata conservador, en las elecciones de 1884. Poco más se sabe de sus opiniones religiosas o políticas, que en su mayor parte mantuvo en secreto.
Gibbs no produjo una correspondencia personal sustancial y muchas de sus cartas se perdieron o destruyeron posteriormente. Más allá de los escritos técnicos relativos a su investigación, sólo publicó otras dos obras: una breve necrológica de Rudolf Clausius, uno de los fundadores de la teoría matemática de la termodinámica, y una memoria biográfica más larga de su mentor en Yale, H. A. Newton. En opinión de Edward Bidwell Wilson:
```
   Gibbs no era un publicista del renombre personal ni un propagandista de la ciencia; era un erudito, vástago de una antigua familia de eruditos, que vivía antes de los días en que la investigación se había convertido en investigación ... Gibbs no era un bicho raro, no tenía maneras llamativas, era un caballero amable y digno.
```

- E. B. Wilson, 1931
Según Lynde Wheeler, que había sido alumno de Gibbs en Yale, en sus últimos años Gibbs
```
   siempre vestía con pulcritud, normalmente llevaba un sombrero de fieltro por la calle, y nunca mostró ninguno de los manierismos físicos o excentricidades que a veces se consideran inseparables del genio .... Sus modales eran cordiales sin ser efusivos y transmitían claramente la sencillez y sinceridad innatas de su naturaleza.
```

- Lynde Wheeler, 1951
Fue un cuidadoso inversor y gestor financiero, y a su muerte en 1903 su patrimonio estaba valorado en 100.000 dólares (unos 3,02 millones de dólares actuales). Durante muchos años fue administrador, secretario y tesorero de su alma mater, la Hopkins School. El presidente estadounidense Chester A. Arthur le nombró uno de los comisionados de la Conferencia Nacional de Electricistas, que se reunió en Filadelfia en septiembre de 1884, y Gibbs presidió una de sus sesiones. Gibbs era un entusiasta y hábil jinete, se le veía habitualmente en New Haven conduciendo el carruaje de su hermana. En una necrológica publicada en el American Journal of Science, el antiguo alumno de Gibbs, Henry A. Bumstead, se refirió al carácter personal de Gibbs:
```
   De modales modestos, genial y amable en su trato con sus semejantes, nunca mostrando impaciencia o irritación, desprovisto de ambición personal del tipo más bajo o del más mínimo deseo de exaltarse a sí mismo, se acercó mucho a la realización del ideal del caballero desinteresado y cristiano. En la mente de quienes le conocieron, la grandeza de sus logros intelectuales nunca eclipsará la belleza y la dignidad de su vida.
```

- H. A. Bumstead, 1903